# Joãozinho Anda pra trás
Joãozinho Anda Pra Trás é uma peça teatral infantil, escrita por Lúcia Benedetti em 1952

## Sinopse
Joãozinho Anda Pra Trás é um texto teatral cuja ação ocorre nas lendárias terras do Rei Joãozinho que, após longa enfermidade, desaprendeu a andar para frente e só anda para trás.  Por determinação de seu Conselheiro, um decreto ordenou que toda a população do reino passasse a andar para trás. Assim, com o passar dos anos, todos se esqueceram de como era andar para frente. Todos menos o sapateiro real que desafiava as proibições...
Certo dia,o Conselheiro, mancomunado com a vizinha Rainha das Sete Lagoas, arquiteta um plano para assassinarem o rei Joãozinho, se casarem e assumirem o trono. Todavia, não contavam que, no dia combinado para executarem o terrível plano, o sapateiro real faria o possível e o impossível para alertar sua majestade dos riscos que estava correndo.

## Personagens
- Rei Joãozinho Anda Pra Trás

- Sapateiro Joãozinho

- Rainha das Sete Lagoas

- Conselheiro Real

- Onça Preta

- Guarda

- Mulher